# Prajagradj
Prajagradj sau Allahabad, Prayagraj este un oraș în Nordul Indiei, în centrul statului Uttar Pradesh, la confluența râului Yamuna cu fluviul Gange și avea 1 042 229 loc. în 2001. 

## Istoric
Considerat încă din Antichitate drept oraș sfânt, este pentru credincioșii hinduși locul sacru al Stâlpului lui Ashoka (ridicat în jurul anului 240 î.Hr.). Împăratul mogul Akbar a fondat orașul actual în 1583. În 1801, orașul a fost cedat britanicilor. Prajagradj a fost scena unor confruntări de proporții în 1857, în timpul revoltei indiene. Orașul de reședință al familiei Nehru a devenit ulterior un centru al mișcării indiene de independență Aici se află Jami Masjid (Marea Moschee) și Universitatea Prajagradj.